# Eyjólfur Sverrisson
Eyjólfur Sverrisson   (Skagafjörður, 3 d'agost de 1968) és un exfutbolista i jugador de basquetbol islandès de la dècada de 2000.
Va començar jugant a basquetbol al club Tindastóll.
Fou 66 cops internacional amb la selecció islandesa.
Pel que fa a clubs, fou jugador, entre d'altres, de VfB Stuttgart, Beşiktaş JK i Hertha BSC.
Ha estat entrenador assistent a VfL Wolfsburg.
És pare de Hólmar Örn Eyjólfsson,